# دوران كلارك
دوران كلارك (بالإنجليزية: Doran Clark)‏ هي ممثلة أمريكية، ولدت في 8 أغسطس 1954 في كاليفورنيا في الولايات المتحدة.

## وصلات خارجية
- دوران كلارك على موقع IMDb (الإنجليزية)
- دوران كلارك على موقع أول موفي (الإنجليزية)
- دوران كلارك على موقع قاعدة بيانات الأفلام السويدية (السويدية)
- دوران كلارك على موقع قاعدة بيانات الفيلم (الإنجليزية)
- دوران كلارك على موقع كينوبويسك (الروسية)